# Msunduzi Local Municipality
Msunduzi, auch uMsunduzi (englisch Msunduzi Local Municipality) ist eine Lokalgemeinde im Distrikt uMgungundlovu der südafrikanischen Provinz KwaZulu-Natal. Der Verwaltungssitz der Gemeinde befindet sich in Pietermaritzburg. Bürgermeister ist Mzimkhulu Thebolla.
Der Name der Gemeinde kommt vom Fluss Msunduzi, der durch die Gemeinde fließt. Der isiZulu-Begriff umsundisi steht für eine Person, die etwas oder jemanden zur Seite stößt.

## Geografie
Msunduzi grenzt im Norden an die Gemeinden uMngeni und uMshwathi und im Osten an Mkhambathini. Südlich der Gemeinde liegt Richmond und westlich Dr Nkosazana Dlamini Zuma und Impendle.

## Städte und Orte
| - Ashburton - Chase Valley - Deda - Edendale - Emaswazini - eMunyini - Esinyaneni - Gezubuso | - Imbali - Kanzakana - Khokwane - KwaMgwagwa - KwaMncane - KwaMpande - KwaMtoqotho - KwaNomo | - KwaShange - Mafakathini - Mbabane - Mbumbu - Mvubukazi - Mvundlweni - Ngubeni - Nhluthelo | - Nkabini - Northdale - Phayipini - Pietermaritzburg - Qanda - Sinathingi - Songonzima - Wilgefontein | - Zayeka |

## Bevölkerung
Im Jahr 2011 hatte die Gemeinde 618.536 Einwohner auf 634 Quadratkilometern. Davon waren 81,1 % schwarz, 9,8 % Inder bzw. Asiaten, 6 % weiß und 2,9 % Coloureds. Erstsprache war zu 71 % isiZulu, zu 18,7 % Englisch, 1,9 % Afrikaans, 1,8 % isiXhosa, 1,5 % Sesotho und 1 % isiNdebele.

## Wirtschaft
Msundizi ist das wirtschaftliche Zentrum des Distrikts. Hier kreuzen sich ein Industriegürtel, der von Durban nach Pietermaritzburg verläuft, und ein Landwirtschaftsgürtel von Pietermaritzburg nach Estcourt. Auch die Verkehrsinfrastruktur ist gut ausgebaut. Pietermaritzburg liegt an der N3. Bis zum Hafen Durban sind es nur 45 Autominuten. Außerdem hat Pietermaritzburg einen eigenen Flughafen, den Oribi Airport.
Die wirtschaftlichen Aktivitäten in Pietermaritzburg sind sehr vielseitig. Die Fertigungsindustrie ist gut ausgebaut; es werden zum Beispiel Aluminiumprodukte, Schnittblumen, Fahrzeugkomponenten und Möbel exportiert.

## Sehenswürdigkeiten
- City Hall, einer der größten Backsteinbauten der Südhalbkugel. Das Gebäude wurde 1996 unter Denkmalschutz gestellt.
- Church of the Vow, eine Kirche aus dem Jahr 1840. Heute gehört sie zum Voortrekker Museum.
- Mandela Memorial als Gedenken an die 1961 gehaltene Rede auf der All-African Peoples’ Conference.
- Tatham Art Gallery, eine Kunstgalerie
- Natal Museum
- KwaZulu-Natal Railway Museum und den Bahnhof in Pietermaritzburg, der unter Denkmalschutz steht.[6]